# Ситизен (новине)
Ситизен (енгл. The Citizen) су дневне новине које излазе у Јужном Судану. Први број појавио се 2006. године, а седиште издавача је у главном граду Џуби. Новине се штампају на енглеском језику. Услед веома лоше инфрастуктуре у земљи дистрибуција „Ситизена“ по држави је веома слаба. Највише примерака дистрибуира се на територији Централне Екваторије. У редакцији је запослено око 50 људи, већина од њих хонорарно. Главни уредник је Нјал Бол који је имао доста проблема са властима Јужног Судана, што је резултовало његовим лишавањем слободе.